# Forngården, Trollhättan

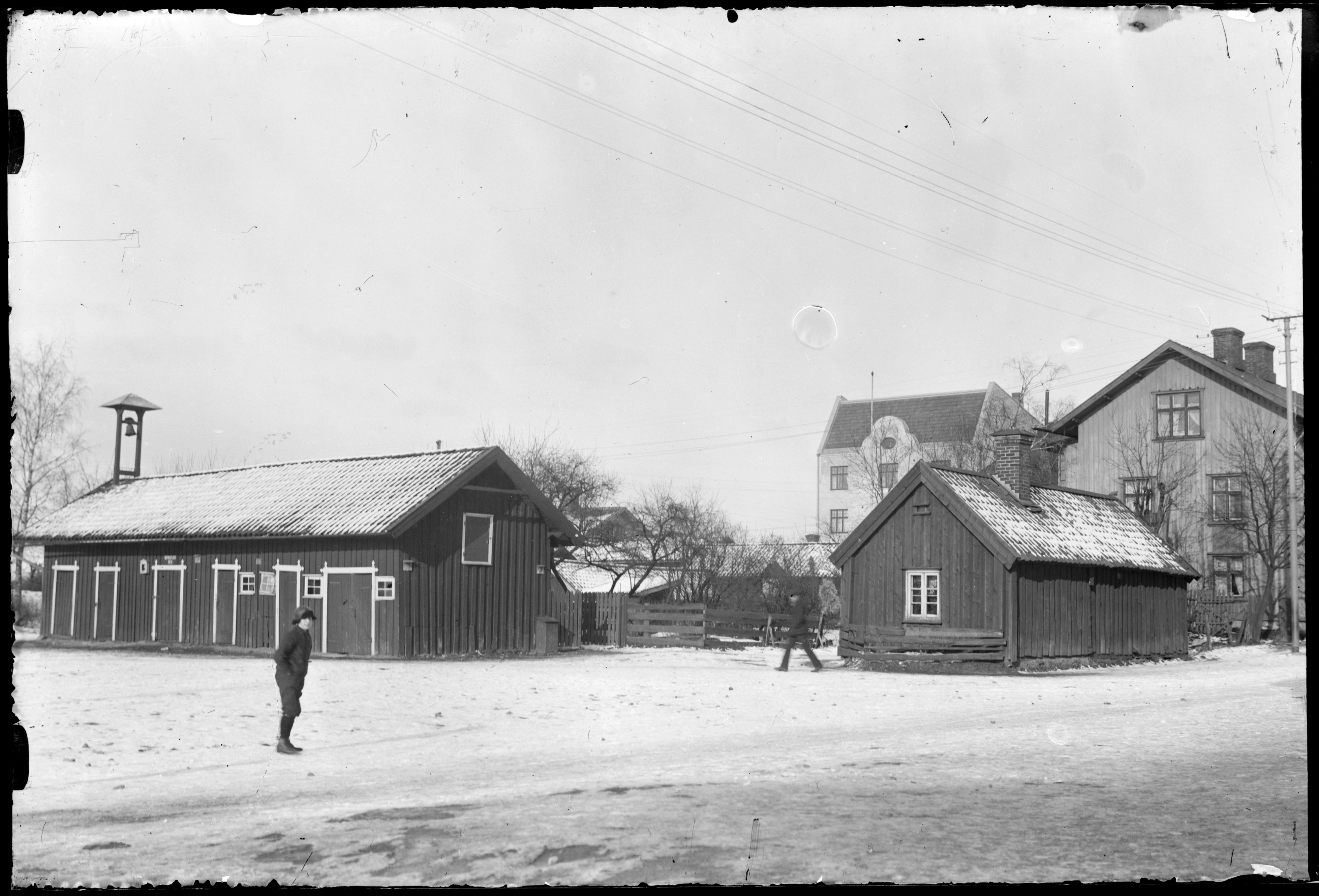
Betty Backs stuga vid Österlånggatan i kvarteret Jupiter, där den låg till 1937-1938, då den flyttades till Forngården.

Forngården är ett friluftsmuseum i stadsdelen Strömslund på västra sidan av Göta älv i Trollhättan. Den invigdes 1938. Forngården ligger vid kanten av Strömslunds sluttande bergmassiv ner mot Göta älv. Miljön består av ett antal byggnader som började flyttas till platsen mellan 1934 och 1959. I området finns byggnader, en klockstapel samt ett gravröse från bronsåldern. Bebyggelsen visar en äldre byggnadstradition från trakterna kring Trollhättan och representerar en traditionell svensk byggnadskultur med några av Sveriges för tiden vanligaste hustyper: ryggåsstugan, framkammarstugan, enkammarstugan och härbret. 
Marken ägs av Trollhättans kommun, men byggnaderna ägs och förvaltas av Trollhättebygdens fornminnesförening. På området finns också en bronsplakett över en av Forngårdens och fornminnesföreningens grundare, Gustaf Lundén (1882–1959), utförd av Erik Sand.

## Byggnader
- Klockstapel som tidigare stod vid Fors kyrka i Sjuntorp
- Betty Backs (1839-1918) stuga från slutet av 1700-talet, som tidigare stod vid Österlånggatan i kvarteret Jupiter, numera Betty Backs park
- Ryttartorp från Malöga by
- Manbyggnad från Kassaregården i Malöga by, troligtvis uppförd under 1700-talet
- Härbre från Prässebo i Ale-Skövde, uppförd där 1734
- Ryggåsstuga från torpet Hästhagen i Väne-Åsaka
- Daskebackens vattendrivna kvarn från trakten kring Hjärtums kyrka
- Trollhetta quarn, en skvaltkvarn byggd 1982 av rivningsvirke från fastigheten på Österlånggatan 60